# Amphioctopus
Genre
Amphioctopus est un genre de mollusques de l'ordre des octopodes (les octopodes sont des mollusques à huit pieds et sont communément appelés pieuvres), et de la famille des Octopodidae.

## Liste des espèces
Selon World Register of Marine Species (27 janvier 2016) :
- Amphioctopus aegina (Gray, 1849)
- Amphioctopus arenicola Huffard & Hochberg, 2005
- Amphioctopus burryi (Voss, 1950)
- Amphioctopus carolinensis (Verrill, 1884)
- Amphioctopus exannulatus (Norman, 1992)
- Amphioctopus fangsiao (d'Orbigny, 1839)
- Amphioctopus granulatus (Lamarck, 1799)
- Amphioctopus kagoshimensis (Ortmann, 1888)
- Amphioctopus marginatus (Iw. Taki, 1964)
- Amphioctopus membranaceus (Quoy & Gaimard, 1832)
- Amphioctopus mototi (Norman, 1992)
- Amphioctopus neglectus (Nateewathana & Norman, 1999)
- Amphioctopus ovulum (Sasaki, 1917)
- Amphioctopus polyzenia (Gray, 1849)
- Amphioctopus pulcher (Brock, 1887)
- Amphioctopus rex (Nateewathana & Norman, 1999)
- Amphioctopus robsoni (Adam, 1941)
- Amphioctopus siamensis (Nateewathana & Norman, 1999)
- Amphioctopus varunae (Oommen, 1971)

## Galerie

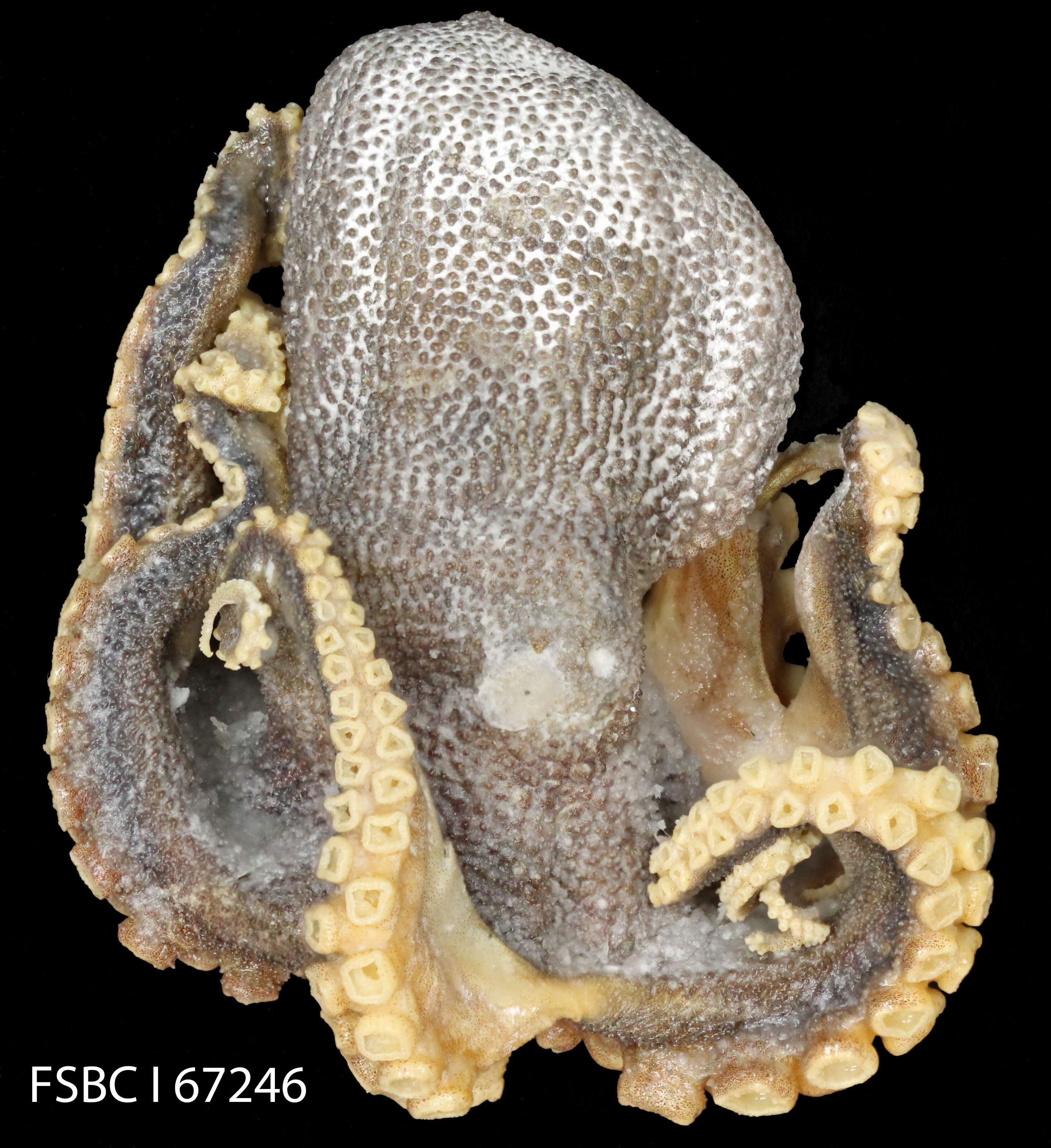
Amphioctopus burryi
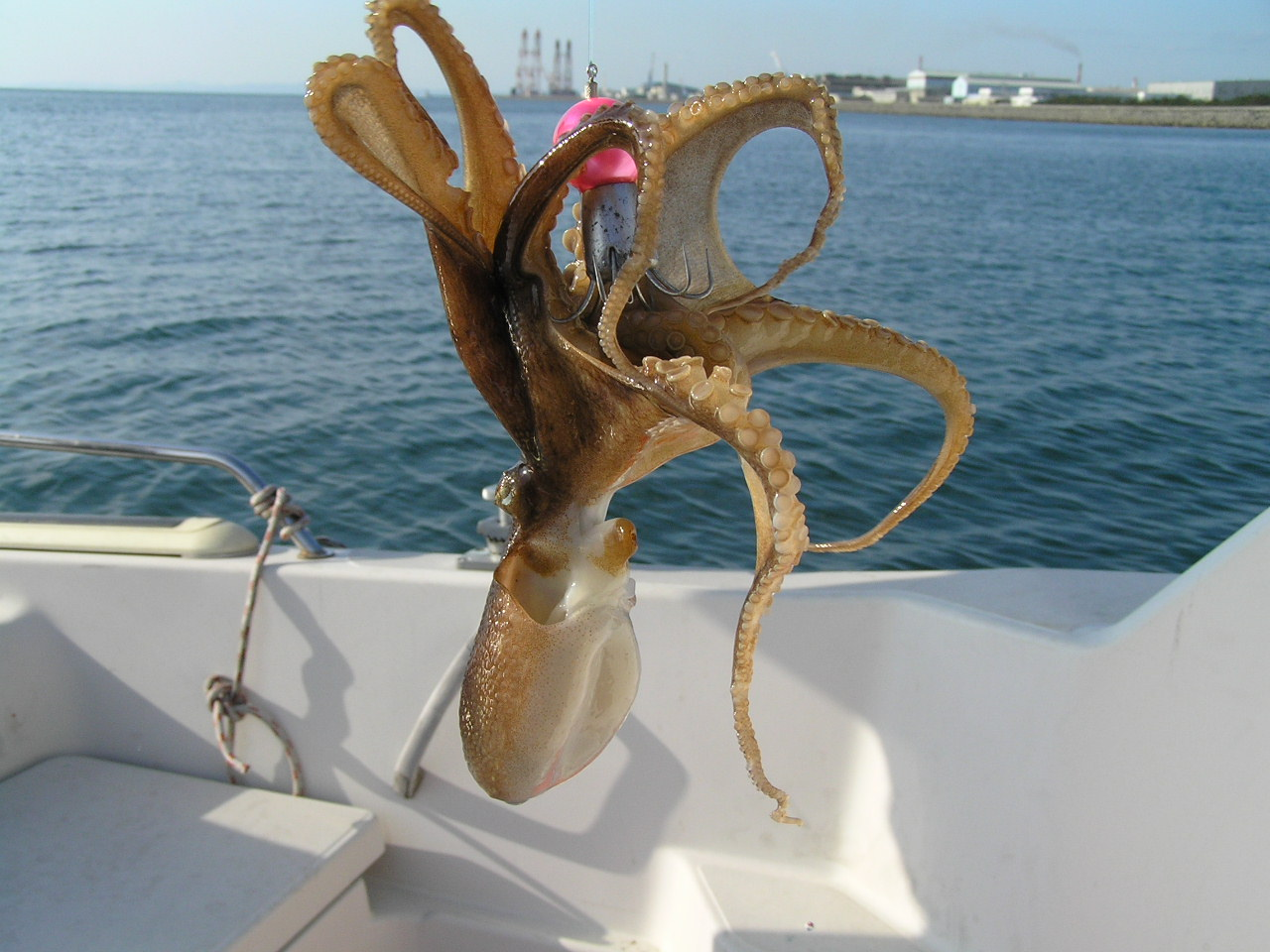
Amphioctopus fangsiao
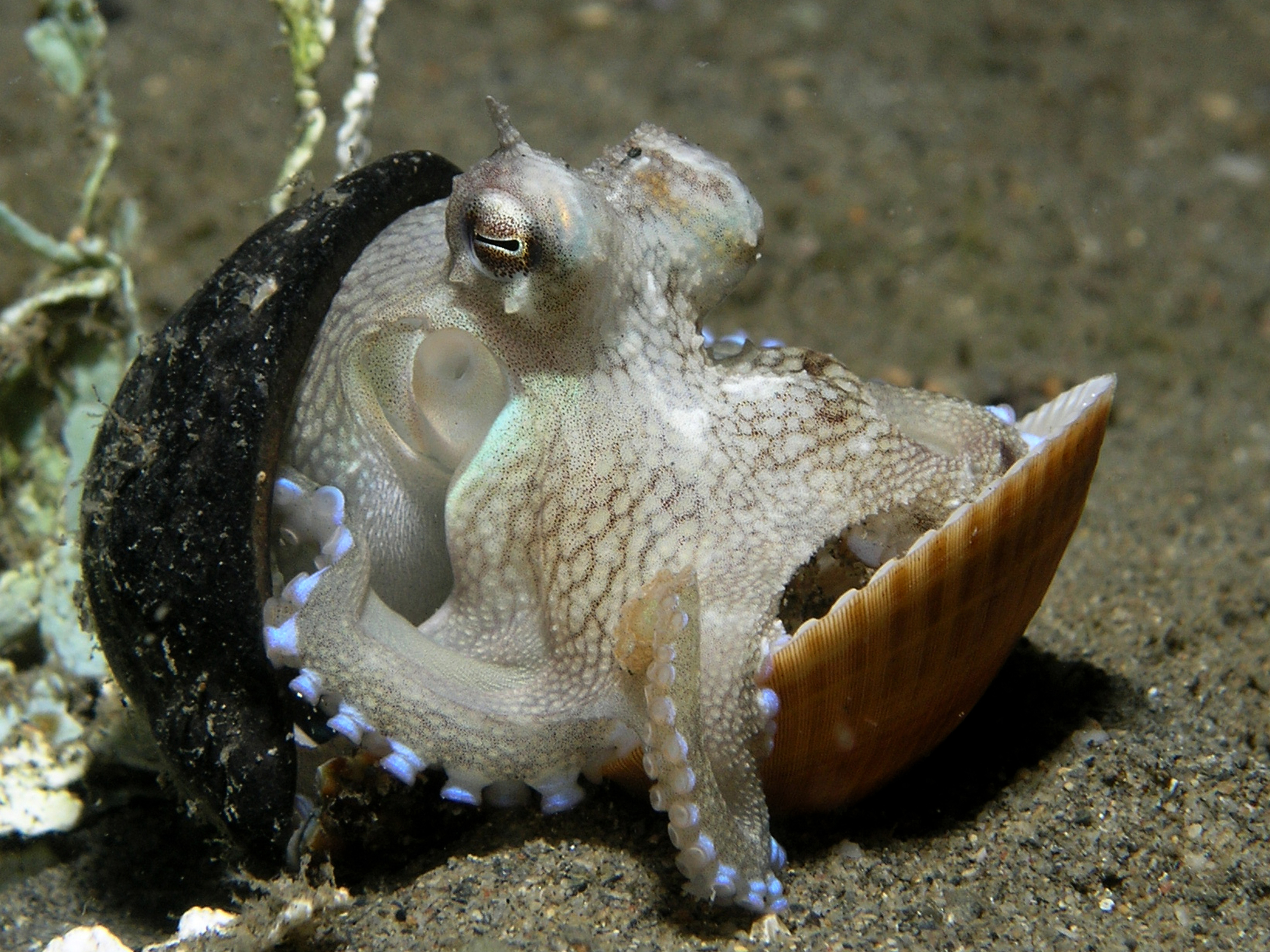
Amphioctopus marginatus